# Notomma bioculatum
Notomma bioculatum är en tvåvingeart som beskrevs av Mario Bezzi 1920. Notomma bioculatum ingår i släktet Notomma och familjen borrflugor. Inga underarter finns listade i Catalogue of Life.